# Tristam
Leándre Bérubé Bergeron (Vancouver, 26 de febrero de 1995) es un productor de música electrónica bajo el alias de Tristam. Es conocido por producir las canciones "Flight", "Razor Sharp" y "Follow Me" para la empresa discográfica Monstercat. Su debut en la música bajo el alias de Tristam fue en noviembre de 2011 con su EP My Ghosts, lanzado en Twisted Monkey Records, y más tarde, lanzaría su primera canción en Monstercat: «Party for the Living».

## Historia

### Inicios en la producción
Tristam empezó a producir música con apenas 13 años de edad. Al inicio se enfocó en techno, trance y hard dance bajo el alias de Lordlion4. El 21 de junio del 2009 cambió su alias a DJ Tristam con la canción "A New World". Tiempo después volvió a cambiar su sobrenombre y lo dejó simplemente como Tristam. Con este alias empezó a experimentar con los géneros 
electro, house, dubstep y drum & bass. Su primer EP fue "My Ghost" lanzado en Twisted Monkey Records.

### Monstercat
En noviembre de 2011 debutó en la empresa discográfica Monstercat con la canción "Party For The Living" en el cuarto álbum compilatorio del sello. En el siguiente álbum incluyeron: "Follow Me", que en su momento fue la canción con más reproducciones en el canal de YouTube, y "Pushed Away", que significó la primera canción de Rogue.
Después de esto sacó más canciones hasta que lanzó "Too Simple" con Stephen Walking. En octubre de 2012 lanzó "Truth", una canción completamente diferente a lo que ya había lanzado anteriormente, sobre la que Mike Darlington (cofundador de Monstercat) dijo:

Quedé realmente sorprendido cuando recibí la versión final de Truth, muestra un nuevo nivel de atención a los detalles donde podemos ver realmente su propio estilo original.

También ha ganado una gran popularidad entre los aficionados y tiene un seguimiento de la mayoría de los fanes de Monstercat. Muchas de sus canciones tienen más de un millón de visitas en YouTube, una de ellas es "Flight", una colaboración con el artista Braken, superando los 50 millones de visitas y convirtiéndose en la segunda canción más popular en el canal de YouTube.

## Discografía
| Año  | Título                                                            | Álbum                              | Sello discográfico                               |
| ---- | ----------------------------------------------------------------- | ---------------------------------- | ------------------------------------------------ |
| 2011 | "Come Back To Me" (feat. Chantal Laveridiere).                    | My Ghosts EP                       | Twisted Monkey Records (7 de noviembre de 2011). |
| 2011 | "Extermination"                                                   | My Ghosts EP                       | Twisted Monkey Records (7 de noviembre de 2011). |
| 2011 | "Little Monsters"                                                 | My Ghosts EP                       | Twisted Monkey Records (7 de noviembre de 2011). |
| 2011 | "Mr. Doctor"                                                      | My Ghosts EP                       | Twisted Monkey Records (7 de noviembre de 2011). |
| 2011 | "Sinking Cities"                                                  | My Ghosts EP                       | Twisted Monkey Records (7 de noviembre de 2011). |
| 2011 | "XIII"                                                            | My Ghosts EP                       | Twisted Monkey Records (7 de noviembre de 2011). |
| 2011 | "Party for the Living"                                            | Monstercat 004 - Identity          | Monstercat (25 de noviembre de 2011).            |
| 2012 | "Follow Me"                                                       | Monstercat 005 - Evolution         | Monstercat (2 de enero de 2012).                 |
| 2012 | "Pushed Away" with Rogue                                          | Smashing Newbs EP                  | Monstercat (11 de enero de 2011).                |
| 2012 | "Guardian"                                                        | Smashing Newbs EP                  | Monstercat (11 de enero de 2011).                |
| 2012 | "Young and Free"                                                  | Smashing Newbs EP                  | Monstercat (11 de enero de 2011).                |
| 2012 | "Blood Money" (feat. Clean Kill).                                 | Smashing Newbs EP                  | Monstercat (11 de enero de 2011).                |
| 2012 | "Hawkling Street" (feat. Miggel).                                 | Smashing Newbs EP                  | Monstercat (11 de enero de 2011).                |
| 2012 | "You Clearly Let It Show"                                         | Smashing Newbs EP                  | Monstercat (11 de enero de 2011).                |
| 2012 | "Who We Are"                                                      | Monstercat 005 - Evolution         | Monstercat (27 de enero de 2012).                |
| 2012 | "Undercat" (feat. Zealot).                                        | Monstercat 006 - Embrace           | Monstercat (24 de febrero de 2012).              |
| 2012 | "Talent Goes By"                                                  | Monstercat 006 - Embrace           | Monstercat (24 de febrero de 2012).              |
| 2012 | "Nocturne (Iyawa Yowe)"                                           | Catalyst EP (Tristam & Rogue)      | Monstercat (11 de mayo de 2012).                 |
| 2012 | "Reactions"                                                       | Catalyst EP (Tristam & Rogue)      | Monstercat (11 de mayo de 2012).                 |
| 2012 | "One"                                                             | Catalyst EP (Tristam & Rogue)      | Monstercat (11 de mayo de 2012).                 |
| 2012 | "ReWel"                                                           | Catalyst EP (Tristam & Rogue)      | Monstercat (11 de mayo de 2012).                 |
| 2012 | "Flamewar"                                                        | Catalyst EP (Tristam & Rogue)      | Monstercat (11 de mayo de 2012).                 |
| 2012 | "I Remember"                                                      | Monstercat 007 - Solace            | Monstercat (28 de mayo de 2012).                 |
| 2012 | "Too Simple" with Stephen Walking                                 | Monstercat 008 - Anniversary       | Monstercat (16 de julio de 2012).                |
| 2012 | "Truth"                                                           | Monstercat 010 - Conquest          | Monstercat (24 de octubre de 2012).              |
| 2013 | "Flight" with Braken                                              | Monstercat 012 - Aftermath         | Monstercat (15 de febrero de 2013).              |
| 2013 | "Razor Sharp" with Pegboard Nerds                                 | Monstercat 013 - Awakening         | Monstercat (1 de mayo de 2013).                  |
| 2013 | "Truth (Candyland Remix)"                                         | Truth (The Remixes)                | Monstercat (15 de junio de 2013).                |
| 2013 | "Truth (Dabin Remix)"                                             | Truth (The Remixes)                | Monstercat (15 de junio de 2013).                |
| 2013 | "Truth (xKore Remix)"                                             | Truth (The Remixes)                | Monstercat (15 de junio de 2013).                |
| 2013 | "Truth (Filtercrush Remix)"                                       | Truth (The Remixes)                | Monstercat (15 de junio de 2013).                |
| 2013 | "Truth (Anna Yvette Remix)"                                       | Truth (The Remixes)                | Monstercat (15 de junio de 2013).                |
| 2013 | "Truth (The Dirty Tees Remix)"                                    | Truth (The Remixes)                | Monstercat (15 de junio de 2013).                |
| 2013 | "Razor Sharp VIP" with Pegboard Nerds                             | Guilty Pleasures EP                | Monstercat (24 de junio de 2013).                |
| 2013 | "Till It's Over"                                                  | Monstercat 016 - Expedition        | Monstercat (30 de diciembre de 2013).            |
| 2014 | "Once Again"                                                      | Monstercat 016 - Expedition        | Monstercat (24 de febrero de 2014).              |
| 2014 | "Frame of Mind" with Braken                                       | Monstercat 017 - Ascension         | Monstercat (25 de abril de 2014).                |
| 2014 | "My Friend"                                                       | Monstercat 020 - Altitude          | Monstercat (1 de diciembre de 2014).             |
| 2015 | "Far Away" with Braken                                            | Monstercat 021 - Perspective       | Monstercat (6 de marzo de 2015).                 |
| 2015 | "Build the Cities (Empire of Sound)" feat Kerli with Karma Fields | Build the Cities (Reconstructions) | Monstercat (27 de mayo de 2015).                 |
| 2015 | "Crave"                                                           | Monstercat 024 - Vanguard          | Monstercat (31 de agosto de 2015).               |
| 2015 | "Razor Sharp VIP (Vocal Mix)" with Pegboard Nerds                 | [Sencillo]                         | 24 de octubre de 2015                            |
| 2015 | "The Vine"                                                        | Monstercat 025 - Threshold         | Monstercat (22 de diciembre de 2015).            |
| 2016 | "Devotion"                                                        | Monstercat 026 - Resistance        | Monstercat (22 de febrero de 2016).              |
| 2016 | "Before We Fade"                                                  | Monstercat 5 Year Anniversary      | Monstercat (15 de julio de 2016).                |
| 2017 | "Bone Dry"                                                        | Rocket League x Monstercat         | Monstercat (19 de junio de 2017)                 |
| 2018 | "Questions"                                                       | Monstercat: Instinct               | Monstercat (20 de abril de 2018).                |
| 2020 | Violence                                                          | WLUWD                              | Onyx Four (16 de abril de 2021)                  |
| 2021 | Black Beauty                                                      | WLUWD                              | Onyx Four (16 de abril de 2021)                  |
| 2021 | Ruthless                                                          | WLUWD                              | Onyx Four (16 de abril de 2021)                  |
| 2021 | Mistake                                                           | WLUWD                              | Onyx Four (16 de abril de 2021)                  |
| 2021 | Children In The Dark                                              | WLUWD                              | Onyx Four (16 de abril de 2021)                  |
| 2021 | Burn                                                              | WLUWD                              | Onyx Four (16 de abril de 2021)                  |
| 2021 | 1992                                                              | WLUWD                              | Onyx Four (16 de abril de 2021)                  |
| 2021 | Over The Edge                                                     | WLUWD                              | Onyx Four (16 de abril de 2021)                  |
| 2021 | Take A Chance                                                     | WLUWD                              | Onyx Four (16 de abril de 2021)                  |
| 2021 | Different                                                         | WLUWD                              | Onyx Four (16 de abril de 2021)                  |
| 2021 | Violence                                                          | WLUWD                              | Onyx Four (16 de abril de 2021)                  |
| 2021 | Can You Feel The Love                                             | WLUWD                              | Onyx Four (16 de abril de 2021)                  |
| 2021 | With Love Until We Die                                            | WLUWD                              | Onyx Four (16 de abril de 2021)                  |